# Panchala singhapura
Panchala singhapura är en fjärilsart som beskrevs av William Lucas Distant 1885. Panchala singhapura ingår i släktet Panchala och familjen juvelvingar. Inga underarter finns listade i Catalogue of Life.